# 由佳・ありさ・未奈美のMラジ!!
『由佳・ありさ・未奈美のMラジ!!』（ゆか・ありさ・みなみのえむらじ）は、2014年4月9日から2017年4月28日まで配信されていたラジオ番組。愛称は「Mラジ」。

## 番組概要
パーソナリティの3人がミッションを通して夢や希望を叶えていこうという自己実現型ミッションラジオ。番組名の"M"は"Mission"のMであるとされているが、初回放送から3人が豚の真似をするなどマゾヒズムのMという意味も少し見えることがある。また、初回放送の豚真似の影響で、番組に寄せられるお便りでは豚の鳴き声である「ブヒブヒ」などの挨拶が用いられることがあるほか、公式ホームページでは背景が豚模様であり、さらにポインタが豚になるといった仕様になっている。

### 配信時間
- 超!A&G+
  - 毎週水曜日 25:30 - 26:00（2014年4月9日 - 2015年7月2日）
- マリン・エンタテインメント公式サイト
  - 毎月第2・第4金曜日更新（2015年7月10日 - 2017年4月28日）
- ニコニコ動画 ニコニコチャンネル 由佳・ありさ・未奈美のMラジ！！
  - 毎月第3・第5月曜日更新（1週間無料配信。有料会員は1週間後も視聴可能。）（2016年12月12日 - 2017年5月1日）
  - 有料会員は同時配信の おまけ放送を視聴可能。

### パーソナリティ
- 大坪由佳
- 清都ありさ
- 高橋未奈美

### 提供
- マリン・エンタテインメント

## コーナー
MISSION POSSIBLE? 〜できるかな?〜
「これできる?」という大小様々なミッションをパーソナリティの3人が達成を目指していくコーナー。
Draws A Dream 〜夢を描こう〜
夢を現実にしていこうという、パーソナリティそれぞれが実現させたい夢を描いてそれを追いかけていくコーナー。
Imagination 〜妄・想・力〜
ミッションをこなすにしろ夢を叶えるにしろ妄想力は必要不可欠、ということでリスナーから出されるお題に対して3人のうち誰が一番いい妄想が出来るか競って、パーソナリティの妄想力を鍛えていくコーナー。最下位になったパーソナリティは番組の最後に「補習」を受けなくてはならない。当初は同じお題で3人がそれぞれ行う形式で行っていたが、誰か一人が進行役を行い、全員で1つの話を行う形式が多くなってきている（第18回以降は全て全員で行っている）。現在は第13回・第16回・第23回・第24回を除いて毎回実施されている。各回におけるお題は以下の表の通り。
| 放送回 | 放送日         | 本編お題                                                                                           | 補習者    |
| 放送回 | 放送日         | 補習お題                                                                                           | 補習者    |
| ------ | -------------- | -------------------------------------------------------------------------------------------------- | --------- |
| #01    | 2014年 4月 9日 | 幼なじみとの恋（例題として大坪のみ挑戦、補習は無し）                                               | 無し      |
| #02    | 2014年 4月16日 | 運命の出会い・春                                                                                   | 大坪      |
| #02    | 2014年 4月16日 | 新婚カップル・旦那さんが帰ってきてドアを開けた時に言うセリフ                                       | 大坪      |
| #03    | 2014年 4月23日 | 春、同じクラスになった気になっている男友達との会話                                                 | 大坪 清都 |
| #03    | 2014年 4月23日 | 役ではなく、本人として男の子を取り合う                                                             | 大坪 清都 |
| #04    | 2014年 4月30日 | 旅先での運命の出会い                                                                               | 清都 高橋 |
| #04    | 2014年 4月30日 | 「ねぇ」で始まる"トゥンク"するセリフ                                                               | 清都 高橋 |
| #05    | 2014年 5月 7日 | 初めてのアルバイト                                                                                 | 高橋      |
| #05    | 2014年 5月 7日 | 幼女で「おにいちゃんあそんでよ」的なセリフ                                                         | 高橋      |
| #06    | 2014年 5月14日 | トップアイドルの日常                                                                               | 清都      |
| #06    | 2014年 5月14日 | 「もうそんなに頑張らなくていいの、たまには甘えていいんだよ。はい、おいで」                         | 清都      |
| #07    | 2014年 5月21日 | アイドル・プロデューサー・ファンに分かれて妄想                                                     | 全員      |
| #07    | 2014年 5月21日 | 幼女になっておにいちゃんを取り合う                                                                 | 全員      |
| #08    | 2014年 5月28日 | ドライブデートの車内(夜)                                                                           | 高橋      |
| #08    | 2014年 5月28日 | 「今日は帰りたくないな」に乗せて超絶キュンとするやつ                                               | 高橋      |
| #09    | 2014年 6月 4日 | 焼肉デート                                                                                         | 無し      |
| #10    | 2014年 6月11日 | ルームシェアしているゴリラとチンパンジー                                                           | 清都 高橋 |
| #10    | 2014年 6月11日 | ゆかちんをキュンとさせる誕生日メッセージ                                                           | 清都 高橋 |
| #11    | 2014年 6月18日 | 方向性の違いで解散寸前のロックバンド                                                               | 大坪      |
| #11    | 2014年 6月18日 | バンドの演奏・方向性改変後（事実上全員参加）                                                       | 大坪      |
| #12    | 2014年 6月25日 | 1.年の差恋愛 2.通学中に見かけてから一目惚れだった彼に勇気を出して告白、しかし女子だった            | 無し      |
| #14    | 2014年 7月 9日 | 料理教室でイケメンの先生を取り合う                                                                 | 無し      |
| #15    | 2014年 7月16日 | 宇宙人との遭遇                                                                                     | 清都      |
| #15    | 2014年 7月16日 | きよとろさんの宇宙人を見せて下さい                                                                 | 清都      |
| #17    | 2014年 7月30日 | 肝試し                                                                                             | 清都      |
| #17    | 2014年 7月30日 | 肝試しで男の子と二人で歩いているときに言ったらキュンとするであろうセリフ                           | 清都      |
| #18    | 2014年 8月 6日 | ビーチのナンパ                                                                                     | 無し      |
| #19    | 2014年 8月13日 | 夏休みの図書室                                                                                     | 無し      |
| #20    | 2014年 8月20日 | 念願の夏の甲子園に出場した選手とそのマネージャー                                                   | 全員      |
| #20    | 2014年 8月20日 | 2014年夏の甲子園・その後                                                                           | 全員      |
| #21    | 2014年 8月27日 | 彼氏が拾ってきた小犬が何故か私といる時だけ喋るようになったが、それを彼氏に言っても信じてもらえない | 無し      |
| #22    | 2014年 9月 3日 | 酔いつぶれる上司の面倒を見る後輩                                                                   | 無し      |
| #25    | 2014年 9月24日 | グレている生徒と説得する教師                                                                       | 高橋      |
| #25    | 2014年 9月24日 | 高橋未奈美の『カエルの歌』熱唱（大坪と清都は合いの手）                                             | 高橋      |
| #26    | 2014年10月 1日 | 二十年ぶりに同窓会であった3人                                                                      | 清都      |
| #26    | 2014年10月 1日 | 大坪が考えた図書委員に言って欲しいセリフ                                                           | 清都      |
| #27    | 2014年10月 8日 | 大女優と新人女優の師弟関係                                                                         | 無し      |
| #28    | 2014年10月15日 | 家庭教師とダメな学生                                                                               | 全員      |
| #28    | 2014年10月15日 | 英語で話す                                                                                         | 全員      |

No Good 〜アカン!〜
リスナーから日常生活でやってしまった「アカン」エピソード、いわゆる失敗談を募集し、パーソナリティが様々なミッションに立ち向かっていく中で色々な「アカン」ことを学び今後に活かしていくコーナー。

## 特別企画
- 第9回（2014年6月4日）番組の打ち入りも兼ねて、都内某焼肉鉄板焼き専門店で収録。
- 第10回（2014年6月11日）番組の放送日が大坪の誕生日であったため、各コーナーが大坪の誕生日にシフトした誕生日回が行われた。
- 第23回（2014年9月10日）第10回放送でのブー様[6]からの指令が叶う形で、アニメイト池袋店のスタジオにて収録。この回の「MISSION POSSIBLE? 〜できるかな?〜」内で、アニメイト池袋店内に貼る番組宣伝用のPOP作りを行い、そこで作られたPOPが期間限定でアニメイト池袋店内に掲示されている(2014年9月まで)。

## エピソード
- 第10回の大坪の誕生日回で行われた「MISSION POSSIBLE? 〜できるかな?〜」の「利きバウム」で大坪の驚異的なバウムに関する知識が明らかになった。
- 第13回は大坪病欠2週目ということになったため、大坪のマネージャーが冒頭部分で特別出演した。
- 第18回で「ブログの更新が全くされていない」という趣旨のメールをリスナーから受け取り、3人で話した結果「毎回1番印象に残ったものを3人が交代交代に写真を撮って、ブログに載せる。」という意見にまとまった。
- 第20回で「この番組のWikipediaが優秀すぎる」として、このページの一部が番組内で紹介された。
- 第20回で行われた「MISSION POSSIBLE? 〜できるかな?〜」の「本人しか正解を知らないクイズを出題して他の二人が当てることが出来るか試してみるMISSON」で、正解音と不正解音を出す機械を使用したが、その際の高橋の誤操作の多さから、高橋が機械音痴であるという疑惑が浮上した。